# Władysław Markocki

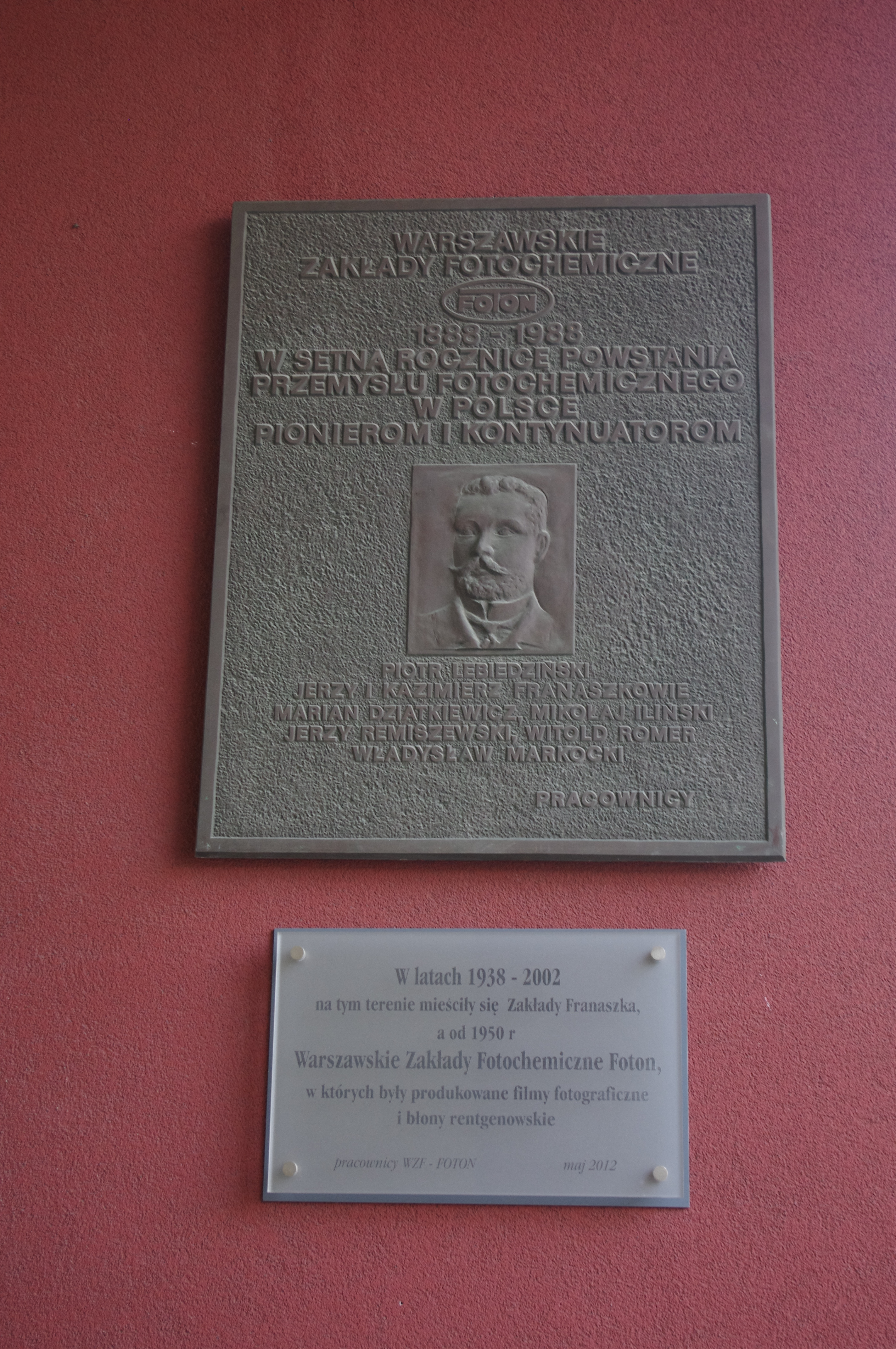
Tablica upamiętniająca polskich pionierów przemysłu fotograficznego (m.in. Władysława Markockiego) – budynek dawnych zakładów Foton w Warszawie.

Władysław Markocki (ur. 14 marca 1911 w Nowym Targu, zm. 1993) – polski artysta fotograf, publicysta. Członek rzeczywisty i członek honorowy Związku Polskich Artystów Fotografików.

## Życiorys
Władysław Markocki, związany z lwowskim środowiskiem fotograficznym, był absolwentem Politechniki Lwowskiej (studia chemiczne), w latach 1934–1936 był zatrudniony jako asystent Witolda Romera – w Zakładzie Fotografii Politechniki. Od 1936 do 1939 roku kierował laboratorium badawczym Fabryki Materiałów Fotograficznych Alfa w Bydgoszczy. Po zakończeniu II wojny światowej związany z wrocławskim środowiskiem fotograficznym oraz naukowym – w 1946 roku został asystentem, w czasie późniejszym adiunktem oraz docentem w Katedrze Fototechniki Politechniki Wrocławskiej. Od 1967 roku do przejścia na emeryturę w 1981 roku – kierował Zakładem Fototechniki Instytutu Chemii Organicznej i Fizycznej Politechniki Wrocławskiej. 
Władysław Markocki uczestniczył w wielu wystawach fotograficznych; regionalnych, ogólnopolskich i międzynarodowych (m.in. IX Międzynarodowy Salon Fotografiki w Warszawie – 1935), jego fotografie doceniano niejednokrotnie akceptacjami, nagrodami (m.in. otrzymał dyplom honorowy na I Polskiej Wystawie Fotografii Ojczystej w Warszawie zorganizowanej w 1938 roku przez Polskie Towarzystwo Fotograficzne. Uczestniczył w pracach jury, m.in. był jurorem w II Wystawie Fotografiki we Wrocławiu, zorganizowanej dzięki staraniom Wrocławskiego Towarzystwa Fotograficznego w 1949 roku. 
Władysław Markocki jest autorem kilkudziesięciu prac naukowo-badawczych, autorem wielu referatów, skryptów, autorem pracy monograficznej. Jako publicysta pisał również artykuły do ówczesnej, specjalistycznej prasy fotograficznej, m.in. publikował artykuły w miesięczniku Fotografia. Został przyjęty w poczet członków rzeczywistych Okręgu Dolnośląskiego Związku Polskich Artystów Fotografików, w 1976 roku został członkiem honorowym ZPAF. Pochowany na Cmentarzu św. Wawrzyńca we Wrocławiu. 

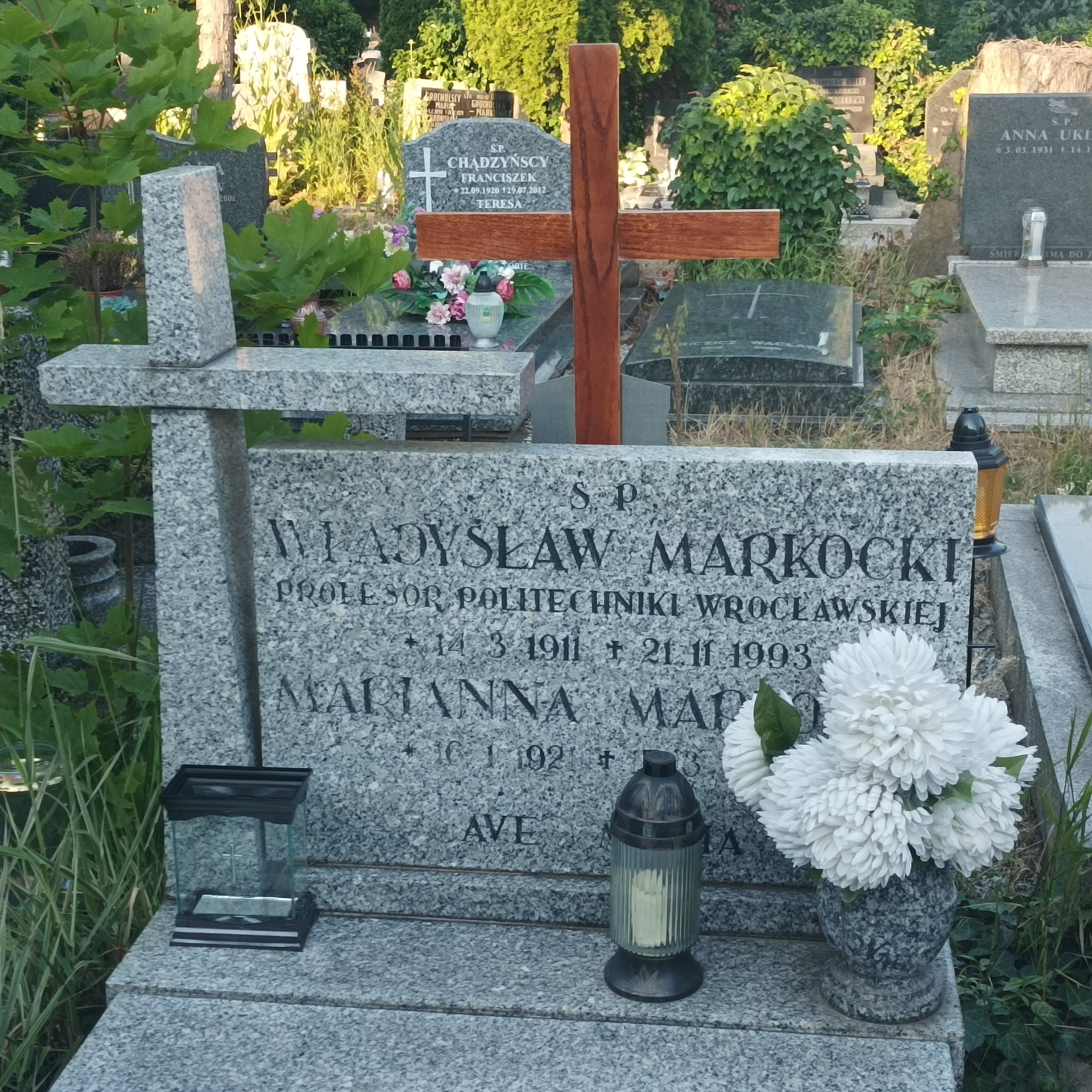
Grób Władysława Markockiego na cmentarzu św. Wawrzyńca we Wrocławiu

## Odznaczenia
- Krzyż Kawalerski Orderu Odrodzenia Polski
- Złoty Krzyż Zasługi
- Medal Za Zasługi dla Politechniki Wrocławskiej

Źródło